# دانشگاه زبان آذربایجان

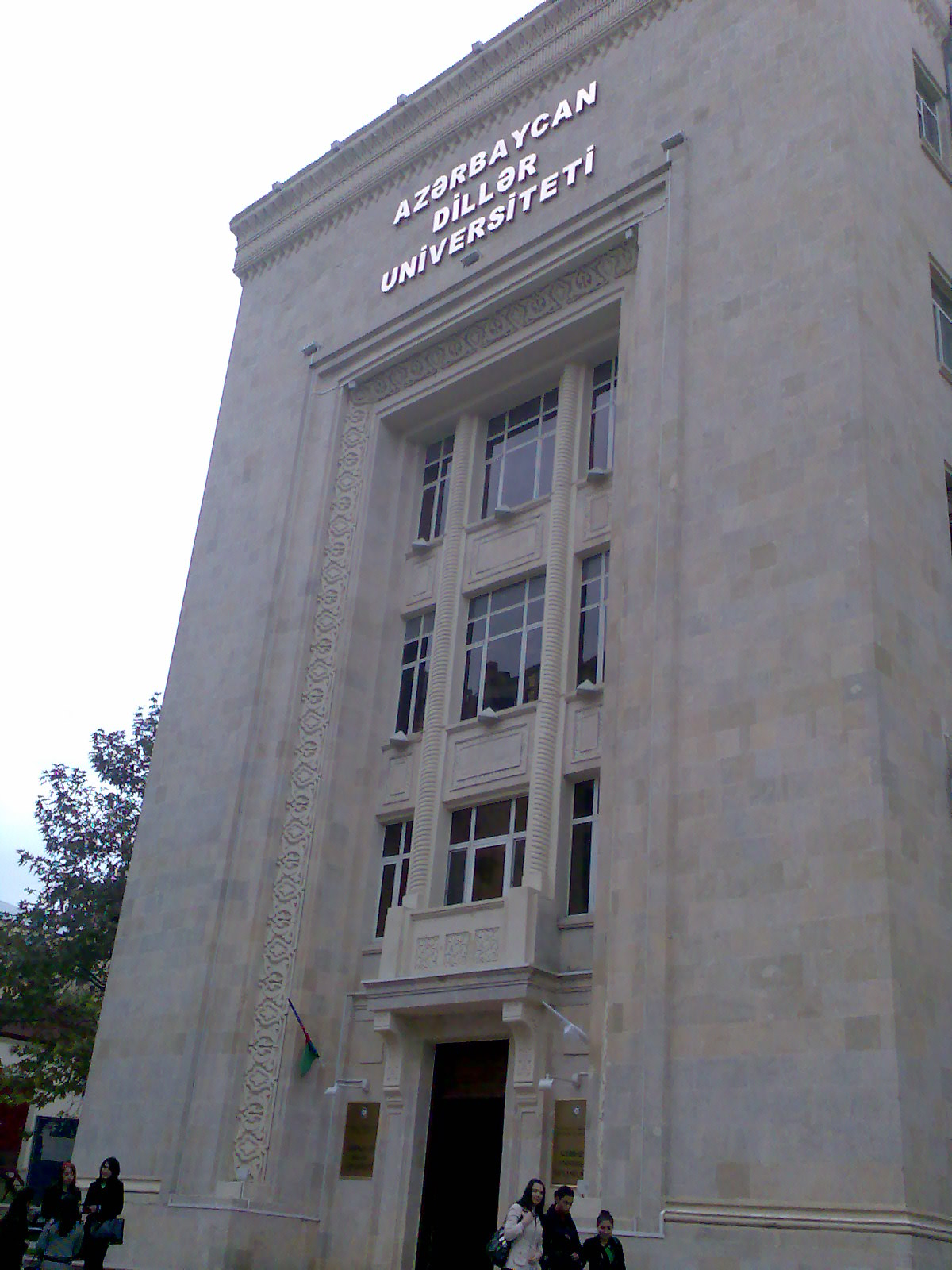
نمای ساختمان اصلی، ۲۰۰۸ میلادی

دانشگاه زبان آذربایجان (آذربایجانی: Azərbaycan Dillər Universiteti) یک دانشگاه دولتی که در سال ۱۹۷۳ میلادی در شهر باکو تأسیس شده‌است. دانشگاه زبان آذربایجان در حدود ۷۰۰ نفر اعضای هیئت علمی، ۴۰۰۰ نفر دانشجویان دورهٔ کارشناسی و ۹۰۰ نفر دانشجویان دوره تحصیلات تکمیلی دارد. این دانشگاه در سال ۲۰۰۰ میلادی از موسسه به دانشگاه ارتقاء یافته‌است.